# ISO 3166-2:UY
ISO 3166-2:UY — стандарт Международной организации по стандартизации, который определяет геокоды. Является подмножеством стандарта ISO 3166-2, относящимся к Уругваю. Стандарт охватывает 19 департаментов Уругвая. Каждый геокод состоит из двух частей: кода Alpha 2 по стандарту ISO 3166-1 для Уругвая — UY и дополнительного кода, записанных через дефис. Дополнительный двухбуквенный код образован созвучно названию департамента. Геокоды департаментов Уругвая являются подмножеством кодов домена верхнего уровня — UY, присвоенного Уругваю в соответствии со стандартами ISO 3166-1.

## Геокоды Уругвая
Геокоды 19 департаментов административно-территориального деления Уругвая.
| Код   | Административная единица | Статус      |
| ----- | ------------------------ | ----------- |
| UY-AR | Артигас                  | департамент |
| UY-CA | Канелонес                | департамент |
| UY-CL | Серро-Ларго              | департамент |
| UY-CO | Колония                  | департамент |
| UY-DO | Дурасно                  | департамент |
| UY-FS | Флорес                   | департамент |
| UY-FD | Флорида                  | департамент |
| UY-LA | Лавальеха                | департамент |
| UY-MA | Мальдонадо               | департамент |
| UY-MO | Монтевидео               | департамент |
| UY-PA | Пайсанду                 | департамент |
| UY-RN | Рио-Негро                | департамент |
| UY-RV | Ривера                   | департамент |
| UY-RO | Роча                     | департамент |
| UY-SA | Сальто                   | департамент |
| UY-SJ | Сан-Хосе                 | департамент |
| UY-SO | Сорьяно                  | департамент |
| UY-TA | Такуарембо               | департамент |
| UY-TT | Трейнта-и-Трес           | департамент |

## Геокоды пограничных Уругваю государств
- Бразилия — ISO 3166-2:BR (на севере),
- Аргентина — ISO 3166-2:AR (на западе).